# Psefis de Lumbarda
La Psefis de Lumbarda es una estela  descubierta cerca de Lumbarda. Describe la fundación de ciudad por los griegos en el siglo IV a. C. La inscripción comenta el contrato firmado entre los colonos griegos provenientes de la isla de Isa (Vis) y los jefes isleños ilirios, comprometiéndose todos a una fidelidad incondicional. La inscripción termina con la enumeración del nombre de las 200 familias de colonos.
Hoy se puede ver en el museo de la ciudad de Korčula (sito en el palacio Gabrieli que data del siglo XVI). Cerca de la estela está expuesta una rica colección de blasones y de inscripciones que cubren el periodo de los siglos IV al XVIII.